# Baetis tricaudatus
Baetis tricaudatus är en dagsländeart som beskrevs av Dodds 1923. Baetis tricaudatus ingår i släktet Baetis och familjen ådagsländor. Inga underarter finns listade i Catalogue of Life.